# Tom Tugendhat
Tom Tugendhat (właściwie: Thomas Georg John Tugendhat, ur. 27 czerwca 1973 w Londynie) – brytyjski polityk, członek Partii Konserwatywnej. Od 2015 poseł do Izby Gmin.

## Życiorys
Urodził się w Londynie jako syn sędziego Michaela Tugendhata i jego francuskiej żony, Blandine de Loisne. Bratanek byłego komisarza europejskiego Christophera Tugendhata. Ukończył St Paul's School w Londynie, a następnie teologię na Uniwersytecie Bristolskim i islamistykę na Gonville and Caius College. Nauczył się języka arabskiego podczas pobytu w Jemenie
W 2003 roku podjął służbę wojskową. Między innymi brał udział w wojnie w Iraku i Afganistanie. Służył też w wywiadzie wojskowym (Intelligence Corps). W lipcu 2013 roku uzyskał promocję na stopień podpułkownika (lieutenant colonel). Pracował także w Bejrucie jako dziennikarz, założył również pierwszą firmę z branży public relations w tym mieście.
W 2015 roku został wybrany posłem do Izby Gmin z okręgu Tonbridge and Malling. Uzyskiwał w nim reelekcję w 2017 i 2019 roku. W 2024 został wybrany z nowo utworzonego okręgu Tonbridge.
W lipcu 2022, w związku z ogłoszeniem przez Borisa Johnsona rezygnacji z funkcji premiera Wielkiej Brytanii oraz lidera Partii Konserwatywnej, zgłosił swoją kandydaturę na lidera partii. Kandydatura została odrzucona w trzeciej turze głosowania.
6 września 2022, po objęciu funkcji premiera przez Liz Truss, został powołany na urząd ministra stanu ds. bezpieczeństwa w Home Office. Utrzymał tę funkcję w okresie kierowania rządem przez Rishiego Sunaka oraz w gabinecie cieni utworzonym przez niego po przegranych [rzez konserwatystów wyborach parlamentarnych w 2024. 24 lipca tego samego roku, zgłosił swoją kandydaturę na stanowisko lidera Partii Konserwatywnej. 8 października zajął ostanie miejsce w trzeciej turze głosowania frakcji parlamentarnej (uzyskując 20 głosów na ogólną liczbę 120) i został wyeliminowany z tych wyborów. Nie wszedł w skład kolejnego gabinetu cieni, utworzonego przez nową liderkę partii – Kemi Badenoch.
W 2010 został kawalerem Orderu Imperium Brytyjskiego (MBE).

## Życie prywatne
Posiada podwójne obywatelstwo, brytyjskie i francuskie. Jego żoną jest Anissia Morel – francuska prawniczka i absolwentka École Nationale d’Administration, z którą ma córkę i syna. Jest katolikiem.